# Роос, Георгий Абелович
Георгий Абелович Роос (при рождении Юрьё Илмари Роос фин. Yrjö Ilmari Roos); 5 июня 1891, Икалис — 11 августа 1926) — военно-морской офицер. Лейтенант Российского императорского флота, участник Первой мировой войны, Георгиевский кавалер. Коммодор Военно-морского флота Финляндии. Командир мореходной канонерской лодки «Матти Курки». Третий командующий Военно-морского флота независимой Республики Финляндия.

## Биография
Родился 23 мая 1891 года в Икалисе, Великое княжество Финляндское, Российская империя в семья нотариуса из порта Або. Учился в лицее г. Куопио, в 1907—1908 годах выходил в море на учебном корабле «Фауэлл».

### Служба в Российском императорском флоте
В службе с 1911 года. 3 мая 1914 года произведён в корабельные гардемарины. 16 июля 1914 года окончил Морской корпус и произведён в мичманы (ускоренный выпуск). Служил в 1-м Балтийском флотском экипаже. Во время Первой мировой войны служил на эскадренном броненосце «Слава», участвовал в сражениях в Рижском заливе и в Балтийском море. 

«4 августа 1915 года во время боя наших судов в Ирбенском проливе с превосходящими силами неприятеля, на линейном корабле «Слава» от попавшего 11″ вражеского снаряда возник пожар в подбашенном отделении 6″ башни, угрожавший взрывом погреба. Командир башни мичман Георгий Роос, уверенный, что за дальностью расстояния его орудия стрелять не будут, по собственному почину бросился к месту пожара и своими самоотверженными энергичными действиями и распоряжениями потушил опасный для корабля пожар»— Постановление Георгиевской Думы Балтийского флота от 14 декабря 1915 г. о награждении мичмана Г.А. Рооса орденом Св. Великомученика и Победоносца Георгия 4 ст.
Секретным приказом командующего флотом Балтийского моря № 1394 от 23 декабря 1915 года, утверждённым императором 31 января 1916 года (Высочайший приказ по Морскому ведомству № 90) мичман Роос был награждён орденом Святого Георгия 4-й степени.
6 декабря 1916 года произведён в лейтенанты флота, исполнял должность старшего штурманского офицера минного заградителя «Ильмень», на котором выходил на боевые задания по постановке мин. В декабре 1917 года произведён в старшие лейтенанты. В феврале 1918 года принимал участие в Ледовом походе на ледоколе «Тармо», обеспечивая проводку боевых кораблей из Ревеля в Гельсинфоргс.

### Служба в ВМС Финляндии
После начала борьбы Финляндии за свободу и независимость Роос принял в ней участие. 6 марта 1918 года, в ходе германской интервенции в Финляндию, был прикомандирован со специальным заданием к военно-морскому флоту Германии, в начале апреля 1918 года участвовал в экспедиции немецкого флота в Ханко и Гельсинфоргс. В середине апреля 1918 года в Гельсинфоргсе старший лейтенант Росс, сопровождаемый вооружённым пулемётами нарядом финской белой гвардии, обходил стоящие в гавани под коммерческими флагами корабли российского флота и требовал оставления судов экипажами, заявляя, что корабли реквизируются финским правительством за долги царской казны Финляндии. В случае отказа угрожал применить оружие.
17 сентября 1918 года произведён в капитан-лейтенанты ВМС Финляндии. В 1919 году назначен командиром канонерской лодки «Матти Курки» (бывший российский минный крейсер «Воевода», захвачен финскими войсками в Бьёрнеборге в апреле 1918 года). 6 декабря 1919 года произведён в капитан-коммодоры. 16 мая 1923 года произведён в коммодоры, служил флаг-капитаном морского штаба, заместителем командующего флотом. 1 мая 1925 года назначен командующим прибрежным флотом, 1 февраля 1926 года — третьим командующим ВМС Финляндии.
11 августа 1926 года был отравлен газом[кем?] в каюте военного катера, который направлялся к флагманскому кораблю «Мати Курки», стоявшем на якоре в Пуккио. Еще живого командующего доставили на «Мати Курки», там пробовали делать искусственное дыхание, затем доставили в Ведерлакс, где местный врач пытался вернуть его к жизни, но безрезультатно. Похоронен на кладбище в г. Куопио 18 августа.
У Рооса были два брата и сестра, был женат на Мэри Роос (урожд. Лейдениус).

## Награды
Российской империи:
- орден Святого Георгия 4-й степени (31.01.1916, Российская империя),
- светло-бронзовая медаль «В память 300-летия царствования дома Романовых» (1916, Российская империя).

Иностранные:
- Военный крест (Англия),
- Крест Свободы 3-го класса (Финляндия),
- орден Белой розы (Финляндия),
- орден Почётного легиона (Франция),
- орден Возрождения (Польша),
- Орден Меча (Швеция).